# German Politics and Society
German Politics and Society ist eine interdisziplinär ausgerichtete wissenschaftliche Zeitschrift des BMW Center for German and European Studies an der Edmund A. Walsh School of Foreign Service der Georgetown University und des Deutschen Akademischen Austauschdienstes (DAAD). Sie behandelt aus sozialwissenschaftlicher, historischer und kulturwissenschaftlicher Sicht das zeitgenössische Deutschland. Die Zeitschrift unterliegt einem Peer-Review und wird seit 1986 vierteljährlich bei Berghahn Books in New York City herausgegeben. Herausgeber ist Jeffrey J. Anderson.